# Liste der Skelettmuskeln
Diese Liste soll einen schnellen Überblick über funktionelle Muskelgruppen von Skelettmuskeln und sonstigen quergestreiften Muskeln bei Säugetieren geben. Nicht alle dieser Muskeln sind bei jeder Art ausgebildet, fehlt der entsprechende Muskel beim Menschen, ist dies besonders vermerkt.

## Kopf- und Halsmuskeln
- Kaumuskeln
  - Musculus masseter (Kaumuskel)
  - Musculus pterygoideus medialis (innerer Flügelmuskel)
  - Musculus pterygoideus lateralis (äußerer Flügelmuskel)
  - Musculus temporalis (Schläfenmuskel)
- Mimische Muskulatur (größtenteils keine Skelett-, sondern Hautmuskeln)
  - Musculi epicranii (Muskeln der Kopfschwarte)
    - Musculus occipitofrontalis (Musculus occipitalis, Musculus frontalis)
    - Musculus temporoparietalis

  - Augenlid (siehe auch Musculus levator palpebrae superioris)
    - Musculus orbicularis oculi
    - Musculus corrugator supercilii
    - Musculus depressor supercilii

  - Ohrmuskulatur
    - Musculus auricularis anterior
    - Musculus auricularis superior
    - Musculus auricularis posterior

  - Nase
    - Musculus procerus
    - Musculus nasalis (Nasenmuskel)
    - Musculus depressor septi nasi
    - Musculus levator labii superioris alaeque nasi

  - Mund
    - Musculus buccinator
    - Musculus depressor anguli oris
    - Musculus depressor labii inferioris
    - Musculus levator anguli oris
    - Musculus levator labii superioris
    - Musculus mentalis
    - Musculus orbicularis oris
    - Musculus risorius
    - Musculus zygomaticus
- Mittelohrmuskulatur
  - Musculus stapedius
  - Musculus tensor tympani
- äußere Augenmuskulatur
  - Musculus rectus superior
  - Musculus rectus inferior
  - Musculus rectus medialis
  - Musculus rectus lateralis
  - Musculus retractor bulbi
  - Musculus levator palpebrae superioris
  - Musculus obliquus superior
  - Musculus obliquus inferior
- Gaumenmuskulatur
  - Musculus levator veli palatini
  - Musculus tensor veli palatini
  - Musculus uvulae
  - Musculus palatoglossus
  - Musculus palatopharyngeus
- Rachenmuskulatur
  - Schlundschnürer (Musculus constrictor pharyngis inferior, Musculus constrictor pharyngis medius, Musculus constrictor pharyngis superior)
  - Schlundheber (Musculus stylopharyngeus, Musculus salpingopharyngeus, Musculus palatopharyngeus)
- Äußere Zungenmuskulatur
  - Musculus chondroglossus
  - Musculus genioglossus
  - Musculus hyoglossus
  - Musculus styloglossus
- Zungenbeinmuskulatur
  - Obere Zungenbeinmuskeln
    - Musculus geniohyoideus
    - Musculus digastricus
    - Musculus mylohyoideus
    - Musculus stylohyoideus

  - Untere Zungenbeinmuskeln
    - Musculus omohyoideus
    - Musculus sternohyoideus
    - Musculus sternothyroideus
    - Musculus thyrohyoideus
- Kehlkopfmuskulatur
  - Musculus cricothyroideus
  - Musculus cricoarytaenoideus posterior
  - Musculus cricoarytaenoideus lateralis
  - Musculus thyroarytaenoideus
  - Musculus arytaenoideus transversus
  - Musculus arytaenoideus obliquus
  - Musculus thyroepiglotticus
  - Musculus aryepiglotticus
  - Musculus vocalis
- Musculus longus capitis
- Musculus longus colli
- Musculus omotransversarius (beim Menschen nicht ausgebildet)
- Musculus sternocleidomastoideus

## Rumpfmuskulatur
- Autochthone Rückenmuskulatur (Musculus erector spinae)
  - Musculus iliocostalis
  - Musculi interspinales
  - Musculi intertransversarii
  - Musculi levatores costarum
  - Musculus longissimus
  - Musculi multifidi
  - Musculus obliquus capitis inferior
  - Musculus obliquus capitis superior
  - Musculus rectus capitis anterior
  - Musculus rectus capitis lateralis
  - Musculus rectus capitis posterior major
  - Musculus rectus capitis posterior minor
  - Musculi rotatores
  - Musculus semispinalis
  - Musculus spinalis
  - Musculus splenius capitis
  - Musculus splenius cervicis
- Atemmuskulatur
  - Zwerchfell (Diaphragma)
  - Musculi scaleni
  - Musculi intercostales externi (äußere Zwischenrippenmuskeln)
  - Musculi intercostales interni et intimi (innere Zwischenrippenmuskeln)
  - Musculus retractor costae (fehlt beim Menschen)
  - Musculus serratus posterior superior
  - Musculus serratus anterior (vorderer Sägemuskel)
  - Musculus serratus posterior inferior
  - Musculus subcostalis
  - Musculus transversus thoracis
- Bauchmuskulatur
  - Musculus obliquus externus abdominis (äußerer schräger Bauchmuskel)
  - Musculus obliquus internus abdominis (innerer schräger Bauchmuskel)
  - Musculus rectus abdominis (gerader Bauchmuskel)
  - Musculus transversus abdominis (querer Bauchmuskel)
  - Musculus cremaster (Hodenheber)
  - Musculus quadratus lumborum  (quadratischer Lendenmuskel)
  - Musculus pyramidalis (beim Menschen nur inkonstant vorhanden)
- Schultergürtelmuskulatur (Befestigung und Bewegung des Schulterblatts)
  - Musculus brachiocephalicus (fehlt beim Menschen)
  - Musculus latissimus dorsi
  - Musculus levator scapulae
  - Musculus pectoralis major
  - Musculus pectoralis minor
  - Musculus rhomboideus minor
  - Musculus rhomboideus major
  - Musculus serratus anterior
  - Musculus subclavius
  - Musculus trapezius
- Beckenbodenmuskulatur
  - Musculus bulbospongiosus
  - Musculus coccygeus
  - Musculus ischiocavernosus
  - Musculus levator ani (Musculus pubococcygeus, Musculus iliococcygeus, Musculus puborectalis)
  - Musculus transversus perinei profundus
  - Musculus transversus perinei superficialis

## Armmuskulatur
nach Lokalisation:
- Oberarmmuskeln
- Unterarmmuskeln
- Handmuskulatur

Funktionell:
- Schultergürtelmuskulatur (siehe Rumpfmuskulatur)
- Schultergelenksmuskulatur (Muskeln mit Wirkung auf das Schultergelenk)
  - Musculus biceps brachii, Caput longum
  - Musculus coracobrachialis
  - Musculus deltoideus
  - Musculus infraspinatus
  - Musculus latissimus dorsi
  - Musculus pectoralis major
  - Musculus subscapularis
  - Musculus supraspinatus
  - Musculus teres major
  - Musculus teres minor
  - Musculus triceps brachii, Caput longum
- Ellenbogengelenksmuskulatur (Muskeln mit Wirkung auf das Ellenbogengelenk)
  - Musculus anconeus (Knorrenmuskel)
  - Musculus biceps brachii
  - Musculus brachialis
  - Musculus triceps brachii
- Muskeln mit Wirkung auf die Radioulnargelenke
  - Musculus brachioradialis
  - Musculus pronator quadratus
  - Musculus pronator teres
  - Musculus supinator
- Handgelenksmuskulatur (Muskeln mit Wirkung auf das Handgelenk)
  - Musculus extensor carpi radialis brevis
  - Musculus extensor carpi radialis longus
  - Musculus extensor carpi ulnaris
  - Musculus extensor digiti minimi
  - Musculus extensor digitorum
  - Musculus flexor carpi radialis
  - Musculus flexor carpi ulnaris
  - Musculus flexor digitorum profundus
  - Musculus flexor digitorum superficialis
  - Musculus flexor pollicis longus
  - Musculus palmaris longus
- Fingermuskulatur (Muskeln mit Wirkung auf die Fingergelenke)
  - Musculus abductor digiti minimi
  - Musculus abductor pollicis brevis
  - Musculus adductor pollicis
  - Musculus extensor digiti minimi
  - Musculus extensor digitorum
  - Musculus extensor indicis
  - Musculus abductor pollicis longus
  - Musculus extensor pollicis brevis
  - Musculus extensor pollicis longus
  - Musculus flexor digiti minimi brevis
  - Musculus flexor digitorum profundus
  - Musculus flexor digitorum superficialis
  - Musculus flexor pollicis brevis
  - Musculus flexor pollicis longus
  - Musculi interossei dorsales
  - Musculi interossei palmares
  - Musculi lumbricales
  - Musculus opponens digiti minimi
  - Musculus opponens pollicis
- Sonstige
  - Musculus palmaris brevis

## Beinmuskulatur
nach Lokalisation:
- Oberschenkelmuskeln
- Unterschenkelmuskeln
- Fußmuskulatur

Funktionell:
- Hüftgelenksmuskulatur
  - Musculus adductor brevis
  - Musculus adductor longus
  - Musculus adductor magnus
  - Musculus biceps femoris
  - Musculus iliacus
  - Musculus iliopsoas
  - Musculus gemellus inferior
  - Musculus gemellus superior
  - Musculus gluteus maximus
  - Musculus gluteus medius
  - Musculus gluteus minimus
  - Musculus gracilis
  - Musculus obturator externus
  - Musculus obturator internus
  - Musculus pectineus
  - Musculus piriformis
  - Musculus psoas major
  - Musculus quadratus femoris
  - Musculus rectus femoris
  - Musculus sartorius
  - Musculus semimembranosus
  - Musculus semitendinosus
  - Musculus tensor fasciae latae
- Kniegelenksmuskulatur
  - Musculus biceps femoris
  - Musculus gastrocnemius
  - Musculus popliteus
  - Musculus quadriceps femoris
  - Musculus sartorius
  - Musculus semimembranosus
  - Musculus semitendinosus
- Sprunggelenksmuskulatur
  - Musculus extensor digitorum longus
  - Musculus extensor hallucis longus
  - Musculus fibularis brevis
  - Musculus fibularis longus
  - Musculus fibularis tertius
  - Musculus flexor digitorum longus
  - Musculus flexor hallucis longus
  - Musculus gastrocnemius
  - Musculus plantaris
  - Musculus soleus
  - Musculus tibialis anterior
  - Musculus tibialis posterior
- Zehenmuskeln
  - Musculus abductor digiti minimi
  - Musculus abductor hallucis
  - Musculus adductor hallucis
  - Musculus extensor digitorum longus
  - Musculus extensor hallucis brevis
  - Musculus extensor hallucis longus
  - Musculus extensor digitorum brevis
  - Musculus flexor digitorum brevis
  - Musculus flexor digitorum longus
  - Musculus flexor digiti minimi brevis
  - Musculus flexor hallucis brevis
  - Musculus flexor hallucis longus
  - Musculi interossei
  - Musculi lumbricales
  - Musculus quadratus plantae